# Легенды седого Иртыша (музей)
Ува́тский краеведческий музей «Легенды седого Иртыша» — краеведческий музей Уватского района. Расположен в селе Уват, в здании сельской администрации, на третьем этаже.

## История
История музея началась в 1967 году, когда по инициативе учителя истории Клавдии Иосифовны Кручининой в Уватской средней школе открылась комната боевой и трудовой славы. В классном кабинете на первом этаже школы разместились преимущественно материалы, рассказывающие о земляках — участниках гражданской и Великой Отечественной войн.
В 1989 году при школе был создан отряд «Поиск», члены которого под руководством учителя истории Людмилы Александровны Телегиной собирали экспонаты для музея, изучали документы по истории Уватского района в архивах Увата, Тобольска, Тюмени, Москвы. 1 февраля 2007 года по инициативе Юрия Олеговича Свяцкевича, главы районной администрации, на базе экспонатов из Уватского школьного музея был открыт районный краеведческий музей. Директором музея стала Л. А. Телегина. 14 января 2008 года, в ходе торжественных мероприятий, приуроченных к 83-летию Уватского района, состоялось открытие новой экспозиции, созданной специалистами ООО «Museum-Студия» (г. Тюмень). С этого момента музей получил современное название.

## Экспозиция
В восьми залах последовательно рассказывается об истории края с древнейших времён, а также о его природе и народах, населяющих Уватскую землю.
Первый зал посвящён легенде о Золотой бабе, знаменитом хантыйском идоле, исчезнувшем четыре века назад во время штурма казаками Демьянского городка, располагавшегося на территории района. В центре зала расположен муляж жертвенника со стоящей над ним фигурой Золотой бабы, воспроизведённой в соответствии с летописными преданиями. Лук и кольчуга сибирского воина, рушащийся под натиском осаждающих частокол, звуки жестокой рукопашной схватки — это первое, что видят и слышат посетители музея.
Второй зал посвящён природе Уватского края и народам его населяющим. Медведь, разоряющий хантыйский лабаз, лось, укрывшийся водоёме от назойливого гнуса, заяц, окружённый сразу тремя врагами — волком, лисой и рысью, русский охотник в одежде хантыйского покроя — эти и другие сцены воссозданы на фоне фотопанорамы, запечатлевшей природу края. Приблизившись к экспонатам, посетитель слышит соответствующие звуки природы.
В третьем зале воссоздан интерьер старого дома — с деревянной мебелью, сундуком, печью и т. д. В определённый момент включается запись с характерными звуками — скрипом половиц, завыванием ветра за окном и даже шагами домового.
В четвёртом зале рассказывается о первоначальном освоении края, поэтому центральной фигурой его стала диорама с ямщиком, задремавшим в запорошенной снегом кошёвке. Здесь же можно познакомиться с изделиями ремёсел и промыслов, увидеть старинные карты и фотографии уватских крестьян.
Пятый зал рассказывает об истории края в первую половину XX века, когда старый уклад был нарушен рядом социальных катаклизмов. Рассказ о семье местного священника сменяют эпизоды гражданской войны и восстания 1921 года, а позднее — политических репрессий 1930-х годов.
В шестом зале рассказывается о жизни района в годы Великой Отечественной войны. Здесь представлены макеты оружия тех лет, фронтовые письма, фотографии, находки с мест боёв. Повествование о начале войны сопровождается звукозаписью с речью Молотова от 22 июня 1941 года.
Седьмой зал посвящён первому этапу освоения природных богатств края. Пройдя по дороге-лежнёвке, посетители видят палатку геологов, строящееся железнодорожное полотно, добычу охотопромышленников и инструменты лесников.
Восьмой зал рассказывает о сегодняшнем и завтрашнем дне Уватского района. Здесь представлены материалы о разработке нефтяных месторождений, строительстве правобережной части с. Уват, создании биатлонного центра и перспективе строительства моста через Иртыш в с. Уват. Центральным экспонатом зала является макет нефтяной вышки, установленный на фоне герба Уватского района.